# Moșoaia
Moșoaia là một xã thuộc hạt Argeș, România. Dân số thời điểm năm 2002 là 4323 người.